# Michael Balcon

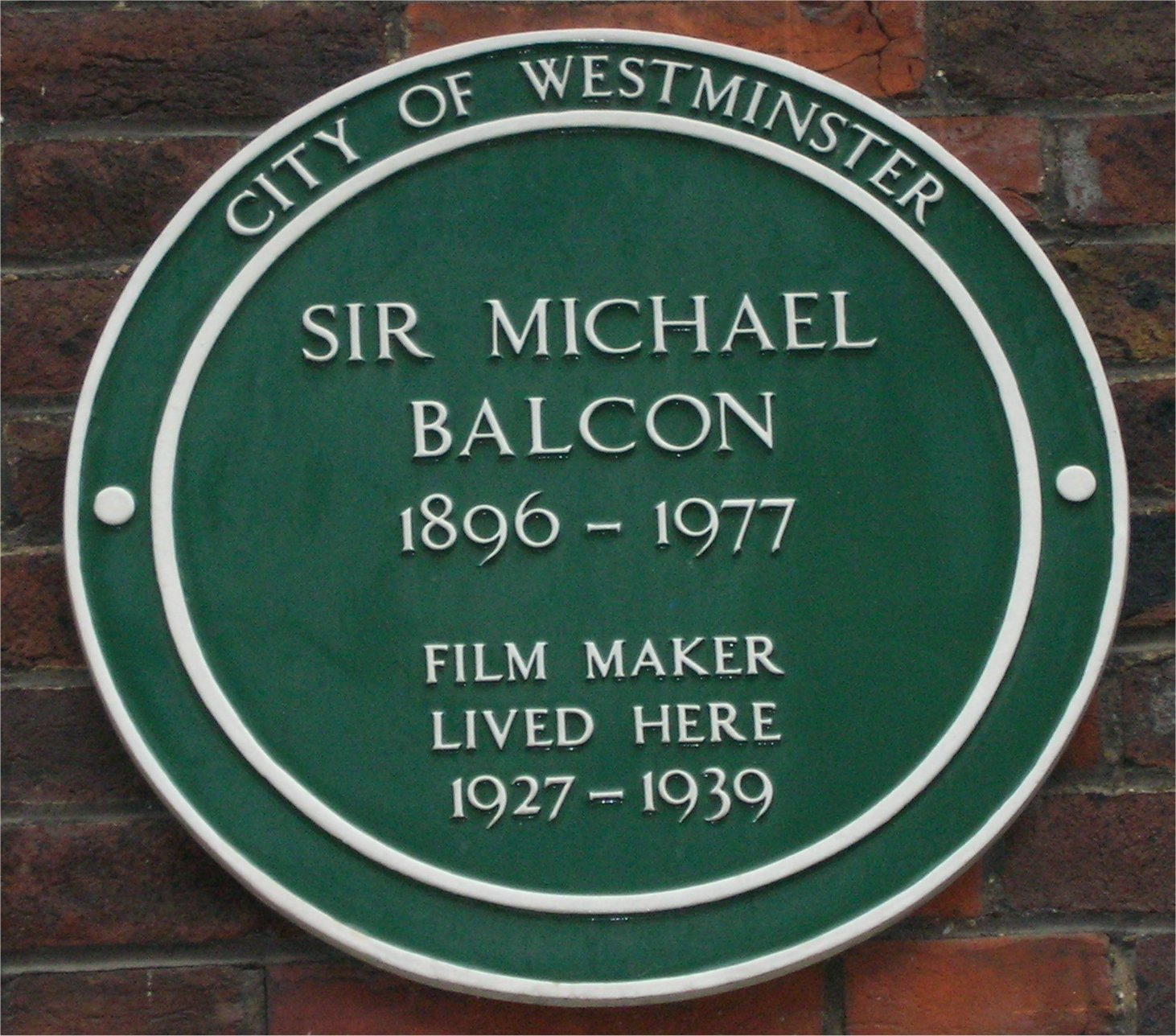
Gedenktafel für Michael Balcon an dessen früherem Haus in der Tufton Street, Westminster

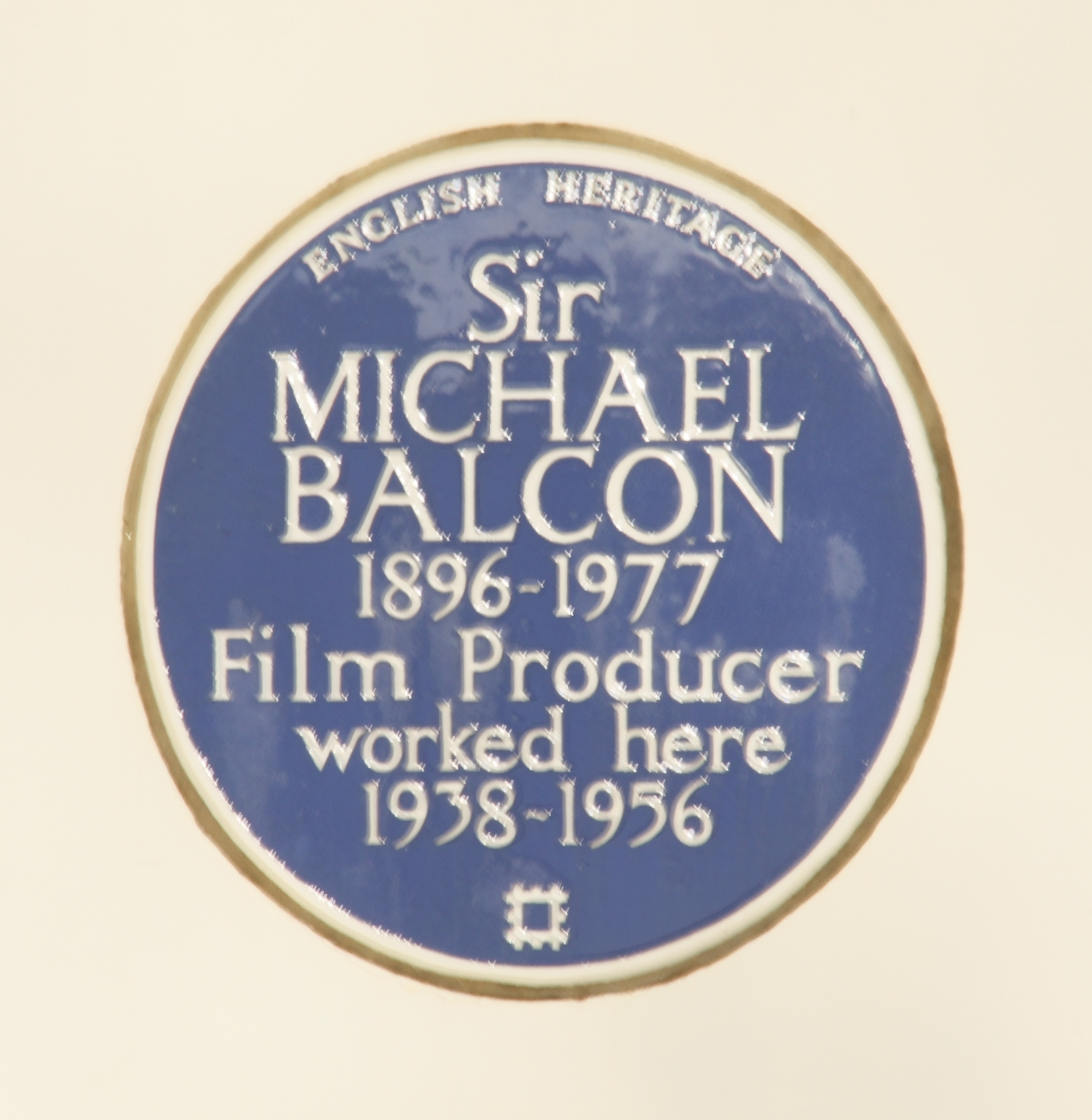
Gedenktafel am White House der Ealing Studios, Ealing

Sir Michael Balcon KBE (* 19. Mai 1896 in Birmingham; † 17. Oktober 1977 in Hartfield, England) war ein britischer Filmproduzent.

## Leben
Balcon begann seine Laufbahn als Stummfilmproduzent in den 1920er-Jahren, sein erster selbst produzierter Film war Woman to Woman (1923). Er arbeitete von 1923 bis 1927 und von 1934 bis 1937 mit Alfred Hitchcock und produzierte für ihn in dieser Zeit unter anderem Irrgarten der Leidenschaft, Der Mieter, Der Mann, der zuviel wusste, Die 39 Stufen, Geheimagent und Sabotage.
Von 1939 bis 1959 produzierte er für die legendären Ealing Studios in London über 90 Spielfilme, darunter mit Alec Guinness die drei Komödienklassiker Adel verpflichtet, Der Mann im weißen Anzug und Ladykillers.
Sein Enkel ist der Schauspieler Daniel Day-Lewis.

## Preise und Auszeichnungen
1948 wurde er zum Knight Commander of the Order of the British Empire erhoben. Der von ihm als executive producer mitproduzierte Film Tom Jones – Zwischen Bett und Galgen wurde 1964 mit dem Oscar für den besten Film ausgezeichnet.
Bei den alljährlich vergebenen British Academy Film Awards wird im Andenken an Balcon ein Preis für den besten britischer Beitrag zum Kino (Outstanding British Contribution to Cinema) ausgelobt.

## Filmografie (Auswahl)
- 1923: Weib gegen Weib (Woman to Woman)
- 1924: The White Shadow
- 1924: Ehe in Gefahr (The Passionate Adventure)
- 1924: Seine zweite Frau (The Prude’s Fall)
- 1925: Die Prinzessin und der Geiger
- 1925: Die Ratte von Paris (The Rat)
- 1925: Irrgarten der Leidenschaft (The Pleasure Garden)
- 1926: Der Bergadler (The Mountain Eagle)
- 1927: Abwärts (Downhill)
- 1927: Der Mieter (The Lodger)
- 1927: Der Geisterzug
- 1927: Die letzte Nacht
- 1928: Leichtlebig (Easy Virtue)
- 1929: Der Würger
- 1932: Rom-Expreß (Rome Express)
- 1933: The Ghoul
- 1933: Ich war Spion (I Was a Spy)
- 1934: Jud Süß (Jew Suss)
- 1934: Die Männer von Aran (Man of Aran)
- 1934: Der Mann, der zuviel wusste (The Man Who Knew Too Much)
- 1935: Die 39 Stufen (The 39 Steps)
- 1935: The Tunnel
- 1935: The Passing of the Third Floor Back
- 1936: Geheimagent (Secret Agent)
- 1936: Sabotage (Sabotage)
- 1938: Der Lausbub aus Amerika (A Yank at Oxford)
- 1943: San Demetrio (San Demetrio, London)
- 1945: Traum ohne Ende (Dead of Night)
- 1946: Das gefangene Herz (The Captive Heart)
- 1947: Die kleinen Detektive (Hue and Cry)
- 1947: Whitechapel (It Always Rains on Sunday)
- 1948: Königsliebe (Saraband for Dead Lovers)
- 1948: Scotts letzte Fahrt (Scott of the Antarctic)
- 1949: Adel verpflichtet (Kind Hearts and Coronets)
- 1949: Freut euch des Lebens (Whisky Galore!)
- 1949: Blockade in London (Passport to Pimlico)
- 1951: Der Mann im weißen Anzug (The Man in the White Suit)
- 1951: Das Glück kam über Nacht (The Lavender Hill Mob)
- 1952: Die Bombe im U-Bahnschacht (The Gentle Gunman)
- 1954: Oller Kahn mit Größenwahn (The Maggie)
- 1954: Kleiner Jockey ganz groß (The Rainbow Jacket)
- 1955: Ladykillers (The Ladykillers)
- 1957: Kapitän Seekrank (Barnacle Bill)
- 1958: Der Sündenbock (The Scapegoat)
- 1963: Tom Jones – Zwischen Bett und Galgen (Tom Jones)